# Franz Paul Scheiber
Franz Paul Scheiber (* 5. August 1853 in München; † 4. Juni 1921 ebenda) war ein deutscher Verwaltungsjurist.

## Leben
Scheiber war ein Sohn des Rentbeamten Franz Paul Scheiber in Tölz und seiner Frau Therese, geb. Geiger, aus Ottobeuren. Er besuchte das Gymnasium bei St. Stephan in Augsburg und das Königliche Maxgymnasium in München. 1872/73 leistete er seinen Dienst als Einjährig-Freiwilliger beim Königlich Bayerischen Infanterie-Leib-Regiment in München. Anschließend nahm er das Studium der Rechtswissenschaften an der Universität München auf. Dort wurde er zunächst Renonce des Corps Suevia, dem auch sein Vater angehörte, erbat aber bald den Austritt und schloss sich dem Corps Franconia an. Im Wintersemester 1874/75 setzte er seine Studien zunächst in Berlin fort, kehrte jedoch im darauffolgenden Semester nach München zurück und bestand im November 1876 das Universitätsexamen. Seine Zeit als Rechtspraktikant verbrachte er bei verschiedenen Ämtern in München. 1879 legte er die juristische Staatsprüfung ab. Er wurde 1880 Akzessist bei der Kreisregierung in Regensburg, 1881 Bezirksamtsassessor in Vohenstrauß, 1886 in Kitzingen, 1890 am Bezirksamt München II. Ende 1892 wurde er zum Bezirksamtmann in Grafenau ernannt. 1901 wechselte er als Regierungsrat zur Kreisregierung der Oberpfalz nach Regensburg. In gleicher Funktion kam er 1903 zur Regierung von Oberbayern in München. 1912 wurde er zum Oberregierungsrat, 1919 zum Regierungsdirektor befördert. Aus gesundheitlichen Gründen nahm er 1920 seinen Abschied.

## Auszeichnungen
- Bayerischer Verdienstorden vom Heiligen Michael IV. Klasse mit Krone (1906)
- Bayerischer Verdienstorden vom Heiligen Michael III. Klasse
- König Ludwig-Kreuz (1917)